# 나이토 요시무네
나이토 요시무네(일본어: 内藤義概, 1619년 10월 7일 ~ 1685년 10월 16일)는 일본 에도 시대의 다이묘로, 이와키 다이라 번의 3대 번주이다. 다른 이름은 요리나가(頼長), 요시야스(義泰)이며, 관위는 종4위하, 사쿄노다이부이다.
겐나 5년(1619년) 음력 9월 15일, 선대 번주 나이토 다다오키의 맏아들로 태어났다. 간분 10년(1670년) 12월 3일, 아버지 다다오키가 은거하자 그 뒤를 이어 번주가 되었다. 이때 동생인 도야마 요리나오에게 영지 1만 석을 나눠주어 유모토번이 세워졌다. 번 통치에 있어서는 영내에 방풍림을 조성하고, 사찰과 신사를 재건하는 데에 힘썼다. 또 오슈 하이쿠 문단의 시조라 불릴 정도로 교양인이어서, 다수의 와카와 저작을 남겼다. 그리고 유학자 구즈야마 다메아쓰에게 이와키 풍토기의 편찬을 명하였으며, 야쓰하시 겐교를 전속 음악가로 영입하였다.
만년의 요시무네는 하이쿠의 세계에 빠져 점차 정치를 게을리 하다, 고쇼 출신 가로인 마쓰가 야카라노스케에게 정무를 맡기게 되었다. 마쓰가는 자신의 이익을 위해 번의 영민들에게 무거운 세금을 부과했고, 결국에는 자기 자식을 번주로 세우려고 하여, 자신의 임신한 처를 요시무네에게 바치기도 했다. 한편 요시무네의 맏아들은 일찍 사망했고, 둘째 아들 요시히데와 셋째 아들 요시타카가 있었는데, 병약하지만 유능한 적자인 요시히데를 눈엣가시처럼 여긴 마쓰가는 요시히데를 술과 여자로 타락시키려고 하나 실패한다. 그러던 중 요시히데와 친한 번사 아사카 주로자에몬이 마쓰가의 전횡에 분노하여 마쓰가를 제거할 계획을 세웠으나 발각되었는데, 마쓰가는 이를 놓고 요시무네에게, 요시히데가 동생 요시타카를 제거하고 후계자가 되려 하였다고 참소하였다. 요시무네는 늘그막에 본 자식 요시타카를 귀여워하였고 또 후사로 삼을 생각을 하고 있었기 때문에, 결국 이 참소에 넘어가 아사카의 할복을 명하고 요시히데를 병약함을 이유로 폐적시키고 칩거하게 했다.
마쓰가는 이어서 요시타카도 제거하여 자신의 아내가 낳은 본래 친자식을 요시무네의 후계자로 앉히려는 계획을 세웠으나, 엔포 8년(1680년) 4월, 마쓰가의 전횡을 참지 못한 고쇼 오고 가쓰노신, 야마모토 긴노조, 야마구치 오카노스케, 이노이에 구하치로, 시노자키 도모노스케 등 다섯 명에 의해, 마쓰가의 심복 야마이 하치로에몬 부부가 살해되는 바람에 계획은 실패로 끝났다. 이 사건을 고쇼 소동이라고 하며, 고쇼 다섯 명은 자살하였다. 사건이 종결된 이후로도 소동의 여파는 계속되었다. 조쿄 2년(1685년) 음력 9월 19일, 67세의 나이로 사망하였고, 셋째 아들 요시타카가 그 뒤를 이었다.
| 전임 나이토 다다오키 | 제3대 이와키 다이라 번 번주 (나이토 가문) 1670년 ~ 1685년 | 후임 나이토 요시타카 |